# 宮崎県防災救急航空隊
宮崎県防災救急航空隊（みやざぎけんぼうさいきゅうきゅうこうくうたい）は宮崎県の消防防災ヘリコプターを運用している組織。宮崎県庁の機関であり、隊員は県内消防本部より派遣された救助隊員でもって編成されている。任務は救急・救助・消防活動やその他の行政活動である。なお、運航管理は鹿児島国際航空株式会社に委託している。
使用機体はベル 412EPであり、2004年10月に取得した。機体愛称は「あおぞら」。基地を宮崎空港に置き、2005年2月より運航を開始している。機体にはホイストやサーチライトなどのほか、赤外線カメラも装備している。